# Анхесенпепи IV
Анхесенпепи IV — древнеегипетская царица из VI династии, одна из жён фараона Пиопи II. Также она была матерью фараона Неферкара II. 

## Гробница
Гробница Анхесенпепи IV находится в Саккаре. По-видимому, она не захоронена в своей пирамиде, потому что для её пирамиды не хватило ресурсов. Её саркофаг, сделанный из камня, находится в гробнице другой царицы Иупут II, которую обнаружили в 1932 году.
На саркофаге Анхесенпепи IV был текст, который перевели египтологи Мишель Бод и Василу Добреву. Текст был о фараоне VI династии Усеркаре и как он правил 4 года.

## Титулы
У Анхесенпепи IV были титулы: «Мать Фараона Анк-джед-Неферкаре (mwt-niswt-‘nkh-djd-nfr-k3-r’)», «Мать 
Двойного Фараона (mwt-niswt-biti)», «Жена Фараона Мэн-анкх- Неферкаре (ḥmt-niswt-mn-‘nḫ-nfr-k3-r’)», «Жена Фараона, его возлюбленная (ḥmt-niswt mryt.f)», «Эта Божья Дочь (z3t-nṯr-tw)» ,«Приёмное Дитя Уаджита (sḏtit-w3ḏt)».